# Hélène Wezeu Dombeu
Hélène Wezeu Dombeu est une judokate camerounaise née le 8 octobre 1987. Elle évolue dans la catégorie des -63 kg.

## Carrière
Aux championnats d'Afrique 2013, elle décroche une médaille de bronze.
En 2014, elle remporte une médaille d'argent aux Jeux du Commonwealth, après s'être inclinée face à l'écossaise Sarah Clark en finale.

## Palmarès

### Individuel
| Année | Compétition            | Lieu         | Résultat | Catégorie |
| ----- | ---------------------- | ------------ | -------- | --------- |
| 2011  | Championnats d'Afrique | Dakar        | 7e       | - 70 kg   |
| 2012  | Championnats d'Afrique | Agadir       | 5e       | - 63 kg   |
| 2013  | Championnats d'Afrique | Maputo       | 3e       | - 63 kg   |
| 2014  | Championnats d'Afrique | Port-Louis   | 5e       | - 63 kg   |
| 2014  | Jeux du Commonwealth   | Glasgow      | 2e       | - 63 kg   |
| 2015  | Championnats d'Afrique | Libreville   | 3e       | - 63 kg   |
| 2015  | Jeux africains         | Brazzaville  | 1re      | - 63 kg   |
| 2016  | Championnats d'Afrique | Tunis        | 5e       | - 63 kg   |
| 2017  | Championnats d'Afrique | Antananarivo | 3e       | - 63 kg   |
| 2018  | Championnats d'Afrique | Tunis        | 5e       | - 63 kg   |
| 2019  | Championnats d'Afrique | Le Cap       | 3e       | - 63 kg   |
| 2019  | Jeux africains         | Rabat        | 1re      | - 63 kg   |
| 2020  | Championnats d'Afrique | Antananarivo | 3e       | - 63 kg   |